# Manuel Millás
Manuel Millàs i Casanoves nació en Valencia el 6 de enero de 1845 en el seno de una familia de comerciantes de la seda y hacendados. Murió en la misma ciudad el 6 de enero de 1914, en la calle Quart 21-23. Una placa colocada en la fachada de la vivienda por el Ayuntamiento en 1914 le recuerda como poeta y dramaturgo destacado.

## Biografía
Estudió derecho en la Universidad de Valencia, aunque luego no ejerció la profesión de abogado. Durante 43 años trabajó de funcionario en la Secretaría de la Diputación de Valencia. 
En su biografía destaca el compromiso cultural con la Valencia del XIX en su calidad de poeta, escritor de sainetes y zarzuelas y colaborador literario de diarios y revistas. Llegó a escribir más de treinta textos teatrales, en valenciano y castellano, y varios libros de poesías y epigramas, alcanzando notable popularidad. Las publicaciones que recogieron sus escritos literarios fueron Diario Mercantil de Valencia, Las Provincias, Valencia Cómica, La Semana Cómica, El Húsar y El Cuento del Dumenche, entre otras. 
Colaboró con el movimiento cultural de la Renaixença, promoviendo primero la creación del Ateneo Científico Literario, donde ocupó la vicepresidencia de la sección de Literatura, y posteriormente la entidad Lo Rat Penat, de cuya junta directiva formó parte en 1891 y 1892. También participó en los Jocs Florals de 1880 y 1882, siendo galardonado en los apartados de poesía y teatro histórico con las obras "Cantars valencians" y "Lo dit de Deu". En el teatro popular del siglo XIX alcanzó gran notoriedad. Por esta razón sus sainetes más conocidos han sido reeditados en diferentes épocas. Su dramaturgia está marcada por las influencias de la producción literaria de Eduardo Escalante, Joaquín Balader, Enrique Gaspar y Rimbau y Don Ramón de la Cruz.

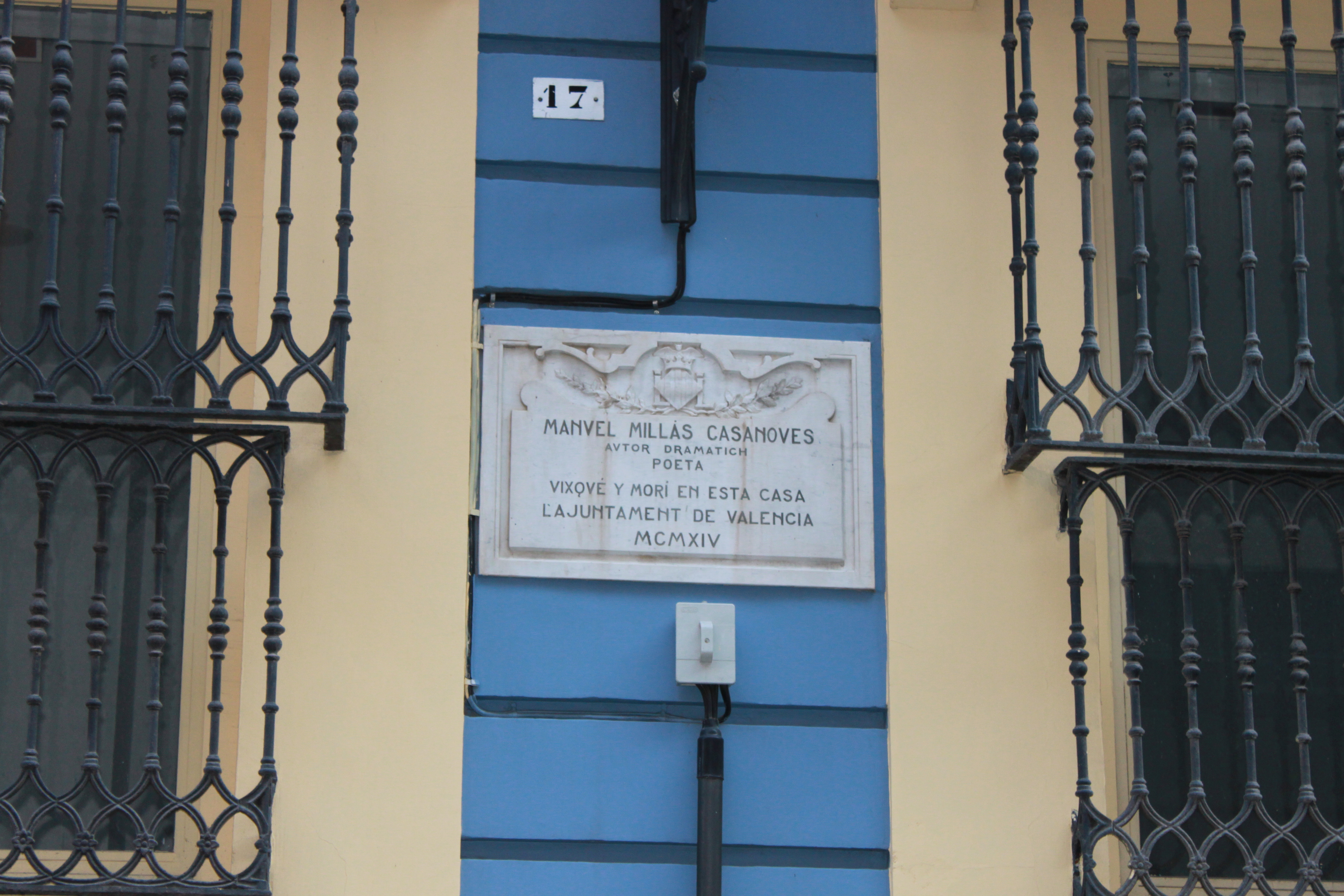
lápida conmemorativa colocada por el Ayuntamiento en la casa donde vivió y murió

Se casó con Inés Sagreras Ferrer, sobrina del poeta Rafael Ferrer i Bigné, promotor de la Renaixença. Tuvieron siete hijos. El primogénito, Manuel Millás Sagreras (1876-1941), intentó continuar el éxito literario del padre, pero solo escribió una pieza teatral, "El cercadit de Doloretes" (1917), versión valenciana de "El panadizo de Lola", sainete que Manuel Millás había estrenado en Madrid en 1885.
La biografía del poeta y dramaturgo ha sido escrita por su bisnieto, el periodista y escritor Jaime Millás ("Escenas de un burgués en la Valencia del Ochocientos", Editorial Sargantana, Valencia, 2017). En el año 2017 el pleno del Ayuntamiento de Macastre acordó dedicar una calle a la memoria de este escritor de la Renaixença. Esta población valenciana ya tiene otras calles dedicadas a los literatos coetáneos de Millás, Teodor Llorente, escritor que fundó "Las Provincias" y Eduard Escalante, popular dramaturgo.

## Obras de teatro

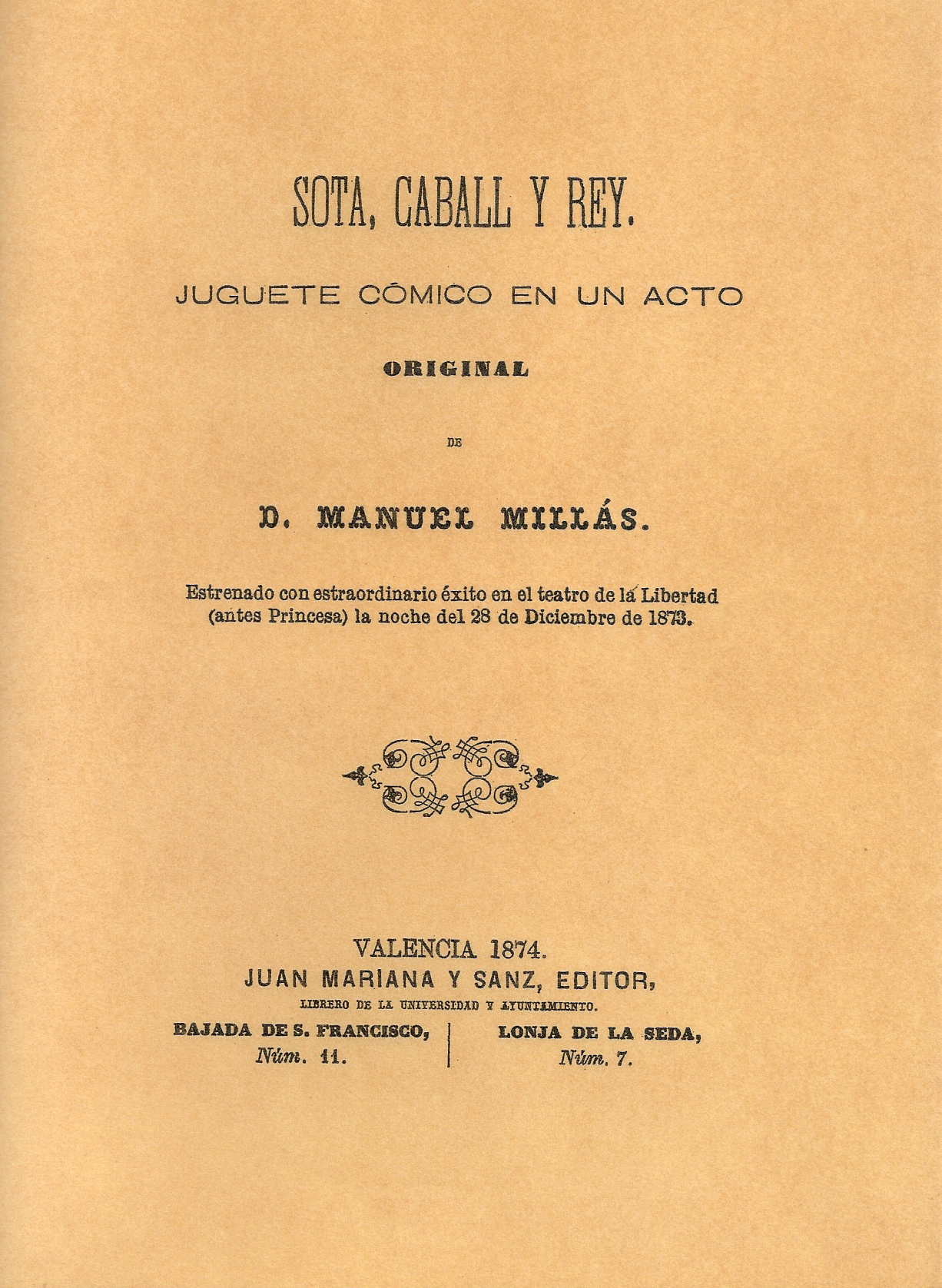
Portada del sainete Sota, cavall i rei

- Sota, caball i rey. Imprenta Juan Mariana y Sanz. Valencia, 1874.
- Ni rey, ni caball, ni sota. Imprenta Domenech. Valencia, 1874.
- Una agénsia de criaes. Imprenta Juan Guix. Valencia, 1874.
- Al sant per la peaña. Imprenta Carlos Verdejo. Valencia, 1876.
- En lo mich del Mercat. Imprenta Casa de la Beneficencia. Valencia, 1884.
- Els microbios. Imprenta Casa de la Beneficencia. Valencia, 1884.
- El marqués de Miragall. Imprenta Casa de la Beneficencia. Valencia, 1884.
- Don Policronio. Imprenta Casa de la Beneficencia. Valencia, 1885.
- ¡¡Apchi!!. Zarzuela, música de Eduardo Ximenez. Imprenta Casa de la Beneficencia. Valencia, 1885.
- Anar per llana… Imprenta R. Ortega. Biblioteca de La Moma. Valencia, 1886.
- Cascarrabies. Imprenta Casa de la Beneficencia. Valencia, 1889.
- Por ir al baile. Biblioteca dramática El Comiquito. Valencia, 1894.
- El panadizo de Lola. Imprenta José Canales Romá. Valencia, 1896.
- Valencia al día. Imprenta José Canales Romá. Valencia, 1898.
- Retratos al viu. Imprenta Las Internacionales. Valencia, 1906.
- El tir per la culata. Zarzuela, música de José Fayos. Imprenta Manuel Pau. Valencia, 1910.
- Bous de cartó. Imprenta La Gutenberg. El Cuento del Dumenche, n.º 3. Valencia, 1914.
- El Civil. Imprenta de Antonio López y Cia. Valencia, 1916.
- El hijo del virrey. Zarzuela. Inédito
- Dichosa desgrasia. Inédito.
- Una llisó aprofitá. Zarzuela. Inédito.
- Lo dit de Deu. Drama histórico. Inédito.
- Volaverunt del altar. Almanaque Las Provincias. Valencia, 1894
- Piezas cortas inèditas: El espanta-pardals (Monólogo); No hay peor sordo; Una cogida; Brazos de pega; En martes…; Aida; Lupe; El papá de los caballos; Para postres palos.

## Poesía
- Notas de mi lira. Imprenta La Tipografía Valenciana. Valencia ¿1872?
- Está ausent. Poema, con música del maestro Peydró. Valencia, 1881.
- Álbum de poesías de escritores valencianos. Varios autores. Imprenta de Francisco Vives Mora. Valencia, 1895.
- Cantars valencians, en Brots de llorer, Biblioteca de Lo Rat Penat. Valencia, 1896.
- Pampiroladas. Imprenta Antonio López y Cia. Valencia, 1914.

## Estilo y temática
Su teatro aborda temas de carácter sentimental, enredos amorosos, jóvenes casaderas, y la actualidad social, política y económica de la época (subida de impuestos, epidemias, carestía de la vida, censo municipal, rentas de alquileres etc). En su última obra estrenada en 1917, El civil, denuncia el caciquismo municipal. Todo su teatro está marcado por el humor y la sátira.
Su primera época de poeta es de corte romántico, posteriormente aborda una poética de contenido patriótico al estilo de Teodoro Llorente Olivares, y en su madurez desarrolla una poesía social y sarcástica.